# Huelga de guionistas en Hollywood de 2007-2008

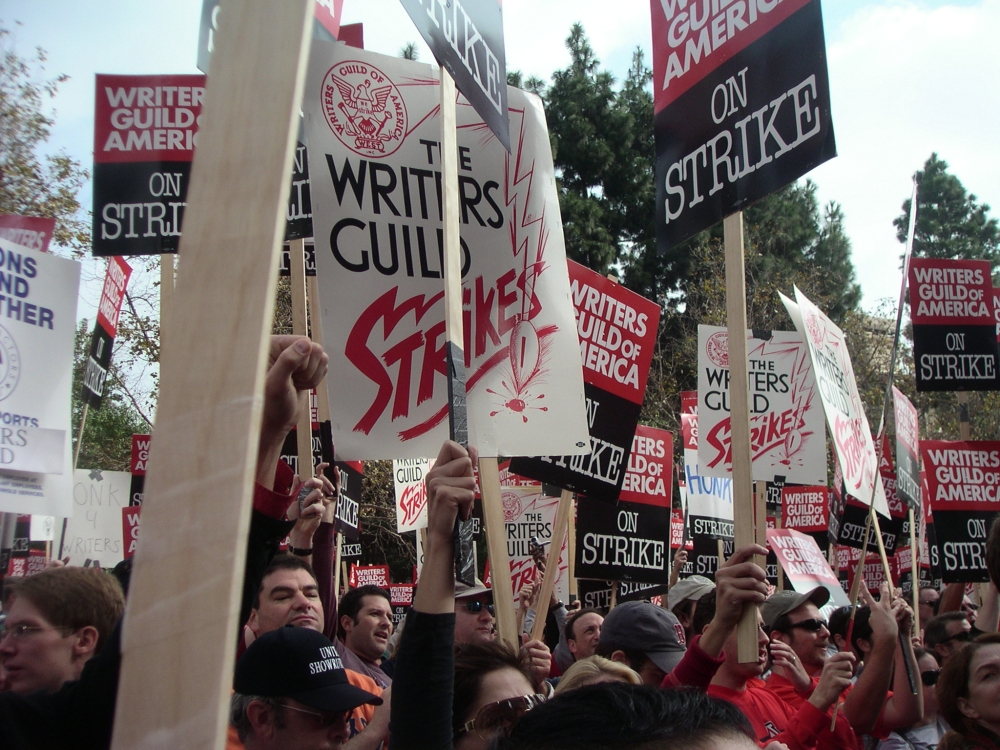
Algunos de los escritores en huelga y de sus partidarios portan pancartas al mitin del WGAW en Los Ángeles.

La huelga de guionistas en Hollywood de 2007-2008 fue una huelga que duró desde el 5 de noviembre de 2007 al 12 de febrero de 2008 por parte de dos sindicatos, el Gremio de Escritores de América, Este (WGAE, en inglés) y el Gremio de Escritores de América, Oeste (WGAW, en inglés). Los dos sindicatos representan a los escritores de cine, de televisión y de radio trabajando en los Estados Unidos. Más de 12.000 escritores tomaron parte en la huelga.
La huelga buscaba aumentar la compensación monetaria para los guionistas en comparación a los estudios más grandes. Se dirigió a la Alianza de Productores de Películas y Televisión (AMPTP, en inglés), organización industrial que representa los intereses de 397 productoras estadounidenses de cine y televisión, que incluyen: CBS (encabezada por Les Moonves), Metro-Goldwyn-Mayer (encabezada por Harry E. Sloan), NBC Universal (encabezada por Jeffrey Zucker), News Corp/FOX (encabezada por Peter Chernin), Paramount Pictures (encabezada por Brad Grey), Sony Pictures Entertainment (encabezada por Michael Lynton), The Walt Disney Company (encabezada por Robert Iger) y Warner Bros. (encabezada por Barry M. Meyer).
Los negociadores de los guionistas en huelga llegaron a un acuerdo tentativo el 8 de febrero de 2008, y las juntas directivas de ambos sindicatos aprobaron unánimemente el acuerdo el 10 de febrero de 2008. Los guionistas en huelga votaron el 12 de febrero de 2008 si levantaban la protesta, aprobando con un 92,5% terminar la huelga. El 26 de febrero la WGA anunció que el contrato había sido ratificado con una aprobación del 93,6% entre los miembros de WGA. Los guionistas pidieron luego una orden judicial buscando que el acuerdo fuera honrado e implementado.
Los guionistas estuvieron en huelga por 14 semanas y 2 días (100 días). En contraste, la huelga previa de 1988, la más larga en la historia del sindicato, duró 21 semanas y 6 días (153 días), costando a la industria del entretenimiento aproximadamente 500 millones de dólares en costes de oportunidad. Según un informe de la National Public Radio (NPR) presentado el 12 de febrero de 2008, la huelga costó a la economía de Los Ángeles un estimado de 1500 millones. Un reporte de UCLA Anderson School of Management cifró la pérdida en 380 millones de dólares, mientras que el economista Jack Kyser dio la cifra de 2100 millones de dólares.

## Temas de la huelga

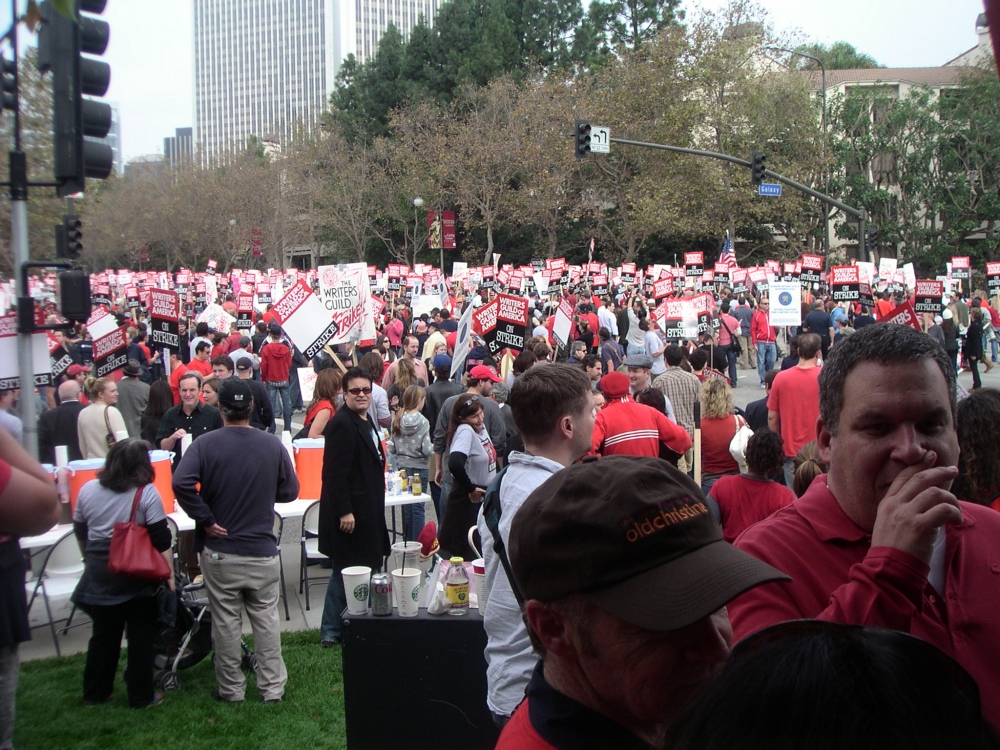
El escritor y actor Jeff Garlin de Curb Your Enthusiasm (al fondo a la derecha) y otros en el mitin de la WGAW afuera de Fox Studios en Los Ángeles.

Cada tres años, el Gremio de Escritores negocia un nuevo contrato, conocido como el Acuerdo Básico Mínimo, con la AMPTP, por el que sus miembros se emplean. Durante las negociaciones de 2007, llegaron a un punto muerto y los miembros del Gremio de Escritores autorizaron a la junta que declare una huelga, que fue realizada el 2 de noviembre de 2007; la huelga empezó el siguiente lunes 5 de noviembre.
Hay varios temas especialmente polémicos en cuanto al contrato. En concreto, los guionistas quieren un mayor porcentaje de los beneficios de ventas de los DVD, jurisdicción sindical sobre los escritores de telerrealidad y de programas animados y compensación por ventas de contenido digital («new media»).

## Los problemas del DVD

### Trasfondo
En 1985, el Sindicato de Guionistas de Estados Unidos se declaró en huelga por el mercado del vídeo doméstico, que entonces era pequeño y consistía principalmente en la distribución a través de cintas de vídeo. En ese momento, las compañías de entretenimiento argumentaron que el video doméstico era un mercado "no probado", con un canal de entrega costoso (fabricación de cintas VHS y Betamax y, en menor medida, LaserDisc). Las películas se vendían en el rango de entre 40$ y 100$ por cinta, y el Gremio aceptó una fórmula en la que un escritor recibiría 0.3% del primer millón de ingresos brutos reportados (y 0.36% después) de cada cinta vendida como residuo. A medida que los costos de fabricación de las cintas de video se redujeron y el mercado de videos domésticos se amplió, los escritores llegaron a sentir que habían sido estafados por este acuerdo. Los DVD debutaron en 1996 y rápidamente reemplazaron al formato VHS más caro, vendiendo más que VHS por primera vez en la semana del 15 de junio de 2003. La fórmula residual de VHS anterior siguió aplicándose a los DVD.
Antes de la huelga, el mercado del vídeo doméstico se había convertido en la principal fuente de ingresos de los estudios cinematográficos. En abril de 2004, The New York Times informó que las empresas obtuvieron 4.8 mil millones de dólares en ventas de videos domésticos frente a 1.78 mil millones en la taquilla entre enero y marzo.

### Propuestas
Los miembros de Premios WGA argumentaron que los residuos de un escritor son una parte necesaria de los ingresos de un escritor en el que generalmente se confía durante los períodos de desempleo comunes en la industria de la escritura. La WGA solicitó que se duplicara el tipo residual para las ventas de DVD, lo que daría lugar a un residuo del 0,6 por ciento (frente al 0,3 por ciento) por DVD vendido.
La AMPTP (Alliance of Motion Picture and Television Producers)(Alianza de Productores de Cine y Televisión) sostuvo que los ingresos por DVD de los estudios eran necesarios para compensar los crecientes costos de producción y comercialización. Insistieron además en que la fórmula actual del DVD (0,3%) se aplique a los residuos en otros medios digitales, un área que también fue impugnada por el Sindicato de Guionistas de Estados Unidos.
El sindicato de guionistas eliminó provisionalmente de la mesa el aumento de la solicitud residual de DVD, en un esfuerzo por evitar una huelga y en el entendimiento de ciertas concesiones por parte de la AMPTP, la noche antes de que comenzara la huelga. Sin embargo, después de que comenzó la huelga, el presidente de la WGAW, Patric Verrone, escribió que los miembros mostraron "una decepción significativa e incluso enojo" cuando se enteraron de la propuesta de eliminación de la solicitud; y Verrone también escribió que, dado que la eliminación del aumento de la solicitud de residuos de DVD estaba supeditada a las concesiones de la AMPTP, lo que no sucedió, los escritores deberían y deberían continuar "luchando para obtener nuestra parte justa de los residuos del futuro".

### Conclusión
No hubo cambios en el cálculo de comisiones de DVD.